# Iglesia de San Luis de Orán
La Iglesia de San Luis de Orán (en francés Saint-Louis d'Oran) fue una iglesia católica de época de la Argelia francesa, con origen español del siglo XVI, en la ciudad de Orán, en Argelia.

## Historia
La iglesia tiene su origen en el siglo XVI, en la primera etapa española de Orán, como capilla del convento y Hospital Real de San Bernardino. De esta época data la presencia del historiador Diego Suárez con el empleo de escribano.
En 1834 con el comienzo de la época de la Argelia francesa, aún se conservaban en pie el ábside y el coro de la antigua capilla española. Se emprendieron entonces trabajos de reconstrucción con la adición de un campanario que recuerda a las iglesias italianas y a las iglesias románicas del siglo XII . En 1835, los franceses la rebautizaron como Sainte-Marie-de-la-Patience. 
En 1847 se emprendió una ampliación en estilo historicista neobizantino, pasando a convertirse en la Catedral de San Luis. Como testimonio del pasado español del edificio se puede observar el escudo del Cardenal Cisneros en el ábside.
En 1913 la iglesia perdió su condición de catedral con la inauguración de la catedral de Orán.
En 1956 y 1967 fue rehabilitado de emergencia y obtuvo la clasificación de monumento histórico.
En la actualidad el edificio está desacralizado y es víctima del abandono y los saqueos, habiendo sido habitado por indigentes hasta el año 2000. 